# Platyla microspira
Platyla microspira е вид коремоного от семейство Aciculidae.

## Разпространение
Видът е разпространен в Италия и Румъния.